# (14873) Shoyo
(14873) Shoyo (1990 UQ2) – planetoida z pasa głównego asteroid okrążająca Słońce w ciągu 3,7 lat w średniej odległości 2,39 j.a. Odkryta 28 października 1990 roku.